# 3G Capital
3G Capital est un fonds d'investissement brésilien fondé en 2004 par le milliardaire Jorge Paulo Lemann appuyé par les financiers Carlos Alberto Sicupira et Marcel Telles. Le fonds est spécialisé dans les fusions et acquisitions dans le domaine agro-alimentaire.

## Histoire
En septembre 2010, Burger King est achetée par 3G Capital pour la somme de quatre milliards de dollars.
Le 14 février 2013, le conglomérat américain Berkshire Hathaway se porte acquéreur de la moitié du capital de Heinz, l'autre moitié étant détenue par le fonds d'investissement 3G Capital.
En décembre 2014, 3G Capital acquiert Tim Hortons pour 12,5 milliards de dollars, acquisition qui crée une nouvelle société, la holding Restaurant Brands International. Depuis son acquisition de Burger King en 2010, 3G Capital en est devenu le plus grand actionnaire et a acquis Popeyes Louisiana Kitchen et Firehouse Subs,.
En mars 2015, Kraft Foods et Heinz annoncent leur fusion dans une nouvelle entité, Kraft Heinz, détenue à 51 % par les actionnaires de Heinz (3G Capital et Berkshire Hathaway) et à 49 % par les actionnaires de Kraft Foods. La fusion est concomitante d'un dividende extraordinaire de 10 milliards de dollars versé par les actionnaires de Heinz,,.
Selon le Financial Times et Les Échos, 3G Capital est connu pour acquérir des entreprises, remplacer les cadres dirigeants et réduire considérablement les coûts. Bien que cette approche soulève des questions quant à sa capacité à générer une croissance durable à long terme, elle assure néanmoins des résultats financiers remarquables à court terme, comme l'augmentation des marges de Budweiser de 23% à 37%. Les associés de 3G Capital ont prouvé leur capacité à éliminer des dépenses opérationnelles à hauteur de 5% à 8% du chiffre d'affaires, ce qui a un impact significatif sur tous les autres acteurs du secteur. Il est également important de noter que cette approche est courante parmi les fonds d'investissement en capital-investissement (private equity), dont la fonction principale est de maintenir la rentabilité de l'entreprise,,.
Le 30 décembre 2021, 3G Capital a conclu un accord définitif pour acquérir 75% des parts de Hunter Douglas, un leader mondial des stores et un important fabricant de produits architecturaux. L'opération a été finalisée le 25 février 2022, pour un montant d'environ 7,1 milliards de dollars américains. João Castro Neves, associé de 3G Capital, a été nommé PDG du groupe Hunter Douglas.
Selon CNBC, 3G Capital a vendu l'intégralité de sa participation de 16,1% dans Kraft Heinz au quatrième trimestre de 2023.